# Alba Parietti

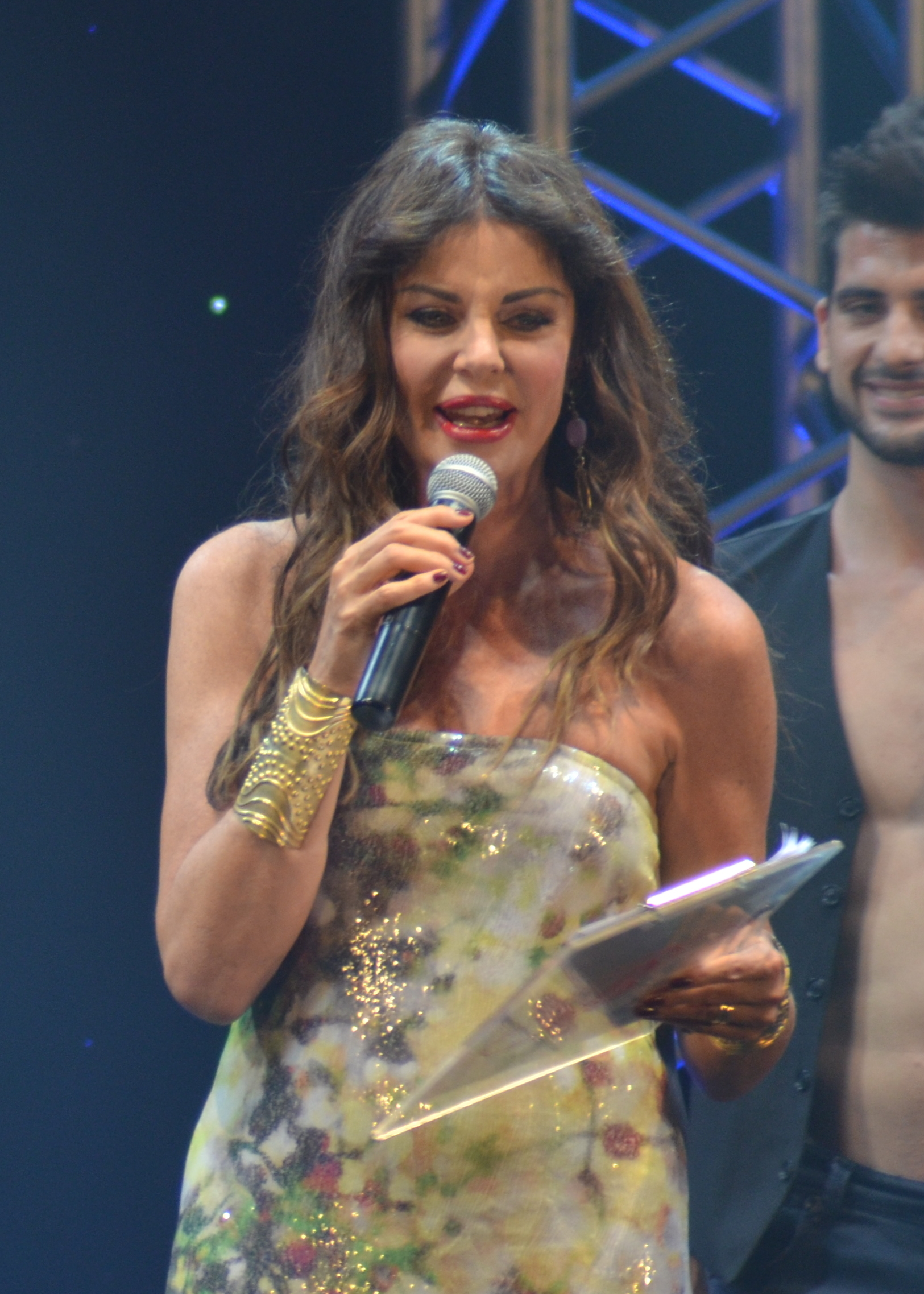
Alba Parietti em 2014

Alba Parietti (Turim, 2 de julho de 1961) é uma atriz e apresentadora de televisão italiana.
Ela iniciou sua carreira em 1977 com uma aparição na peça de teatro, The Importance of Being Earnest de Oscar Wilde. Embora ela tenha estreado na televisão em 1975, seu primeiro papel em uma grande filme foi em 1983 com Sapore di Mare. Desde então, participou em vários filmes, como Abbronzatissimi de 1991. Foi também ícone da moda em Itália nos anos 80 e 90.
Em 1992, ela foi co-anfitriã do Festival de Sanremo.

## Carreira na televisão
- 1975   Guarda in su (GRP)
- 1983   Galassia 2 (Raidue) di Gianni Boncompagni
- 1983   Super Record (Rete 4) con Cesare Cadeo
- 1984   W le donne (Canale 5)
- 1987   Giallo (Raidue) con Enzo Tortora
- 1989   Cabaret
- 1990-1991 Galagoal
- 1991    La piscina
- 1992    42° Festival di Sanremo (Raiuno) con Pippo Baudo, Milly Carlucci e Brigitte Nielsen
- 1992    Tre donne intorno al coro (TMC) con Athina Cenci e Susanna Agnelli
- 1992    Il Canzoniere dell'anno  (Raiuno)
- 1992-1993 Domenica in (Raiuno) con Toto Cutugno
- 1993    Dopofestival(Raiuno)
- 1993    Corpo a corpo (TMC)
- 1993    Arrivederci Estate (Rete4)
- 1993    Uno contro tutti (Costanzo show)
- 1993    Vota la voce
- 1994    Striscia la notizia
- 1993 Decidi tu
- 1994 Serata Mondiale
- 1994 Uno contro tutti (Costanzo show)
- 1994  Vota la voce
- 1994 Notte di capodanno
- 1995 Papaveri e papere
- 1995 Serata Carosone
- 1995 Emozioni Tv
- 1995         Notte dei telegatti
- 1995         Vota la voce
- 1995         Mina contro Battisti
- 1995         Notte di Capodanno
- 1996         Uno contro tutti (Costanzo show)
- 1996         Tutti in piazza
- 1996         Vota la voce
- 1996         Speciale Paolo Villaggio (Costanzo show)
- 1997         Macao (televisione)|Macao
- 1998         Uno contro tutti (Costanzo show)
- 1999         Tre stelle
- 1999         La Canzone del secolo
- 1999         Capriccio
- 2000         Galà della pubblicità
- 2001          La Kore
- 2001          Festival di Napoli
- 2002          Paolo Limiti Show
- 2004          Dopofestival
- 2004          La Fattoria (opinionista)
- 2004          Il Teo Show - sono tornato normale
- 2006          Notti sul ghiaccio (concorrente)
- 2006          Grimilde
- 2006        Wild west
- 2006-2007   Domenica In
- 2007       Notti sul Ghiaccio (giurata)
- 2007-2008  Domenica In

## Filmes
- I miracoloni (1981) (non accreditata)
- Sapore di sale (1983)
- Bye bye baby (1988)
- Abbronzatissimi (1991)
- Saint Tropez, Saint Tropez (1992)
- Il macellaio (1998)
- Paparazzi